# Jutský kůň
Jutský kůň (dánsky Den jyske hest), zvaný též Jutland, je tažný chladnokrevník původem z Dánska. Je pojmenován po Jutském poloostrově, jenž tvoří hlavní pevninskou část Dánska. První písemné záznamy o tomto plemeni pocházejí z 12. století, kdy býval Jutland oblíbeným válečným koněm.

## Popis
Tento většinou tmavý ryzák se světlou hřívou a ohonem je podobný britskému Suffolskému koni, s nímž je možná příbuzný. V kohoutku měří obvykle mezi 153 až 163 cm, má těžkou hlavu a svalnatý, vysoko nasazený krk, hluboký hrudník, krátký hřbet a svalnatá záda. Nohy jsou krátké, silné, s bohatými rousy, kopyta velká a plochá.

## Použití
Jutland byl původně vyšlechtěn pro práci v zemědělství. Dnes se s ním můžeme v omezeném množství setkat především na výstavách, při tahání nákladu ve městech nebo i při práci v zemědělství. Nejznámější příslušníky tohoto plemene "zaměstnává" dánský pivovar Carlsberg, kde slouží k rozvážce piva po dánském hlavním městě Kodani a k předváděcím jízdám.

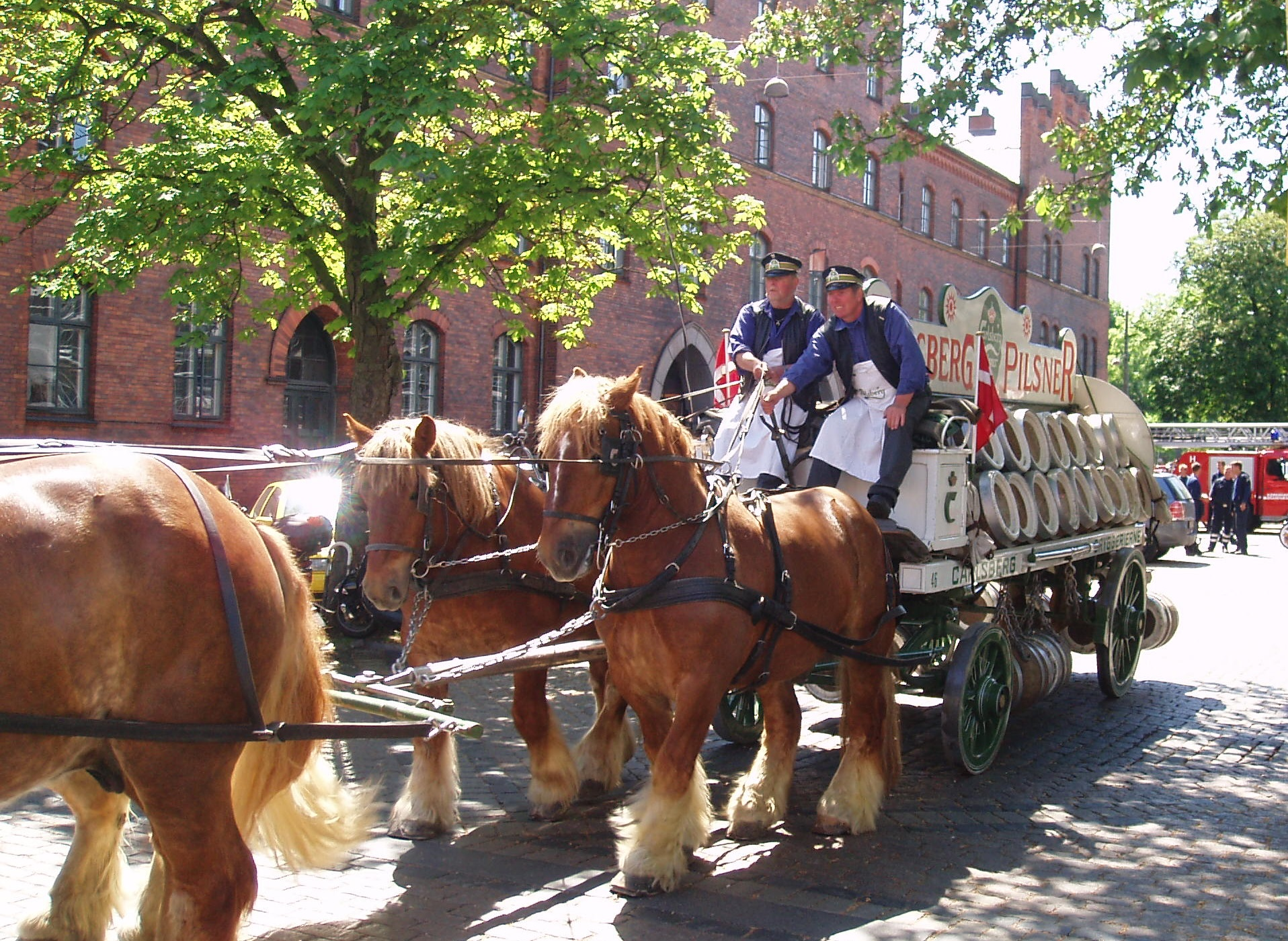
Jutští koně táhnoucí vůz pivovaru Carlsberg ulicemi Kodaně